# اندیس ارسنجان ۱
ارسنجان ۱ یک اندیس فلزی است که در حوالی شهر ارسنجان استان فارس قرار دارد و مادهٔ معدنی موجود در آن، کرومیت است.سنگ میزبان این اندیس دونیت و هارزبورژیت است  